# اس‌اس کپنهاگ (۱۸۹۸)
اس‌اس کپنهاگ (۱۸۹۸) (به انگلیسی: SS Copenhagen (1898)) یک کشتی بود که طول آن ۳۲۵ فوت (۹۹ متر) بود.